# Confesión de Fe Bautista de New Hampshire
La Confesión de Fe Bautista de New Hampshire fue redactada por el reverendo John Newton Brown y adoptada por la Convención Bautista de New Hampshire. Llegó a ser aceptada ampliamente por los bautistas en los Estados Unidos como una declaración clara y concisa de su fe.

## Historia
El 24 de julio de 1830, la Convención Bautista de New Hampshire llamó a un comité para preparar y presentar a la siguiente sesión anual, una declaración de fe y práctica, junto con un pacto, para que fuera recibida y consistente con los puntos de vistas de las iglesias de la convención.
Ira Person, Nathaniel Williams y William Taylor fueron nombrados como miembros del comité para formular esta declaración de fe. El borrador fue analizado por otro comité formado por Ira Person, Baron Stow, Jonathan Going y John Newton Brown para ser renovado el 26 de junio de 1832.
En el 15 de enero de 1833 fue aprobada y publicada entre los bautistas de New Hampshire.
Con revisiones menores, John Newton Brown, de la Sociedad Bautista Americana de Publicaciones, reeditó la Confesión de Fe en 1853.

## Influencia
La Confesión de Fe Bautista de New Hampshire fue aceptada ampliamente por los bautistas en los Estados Unidos, especialmente en los estados del norte y oeste, como una declaración clara y concisa de su fe, la cual proporcionaba una gran comprensión de la teología bautista histórica, en armonía con las doctrinas de las mayores confesiones bautistas, pero expresada en una forma más leve, llegando a influir desde entonces en muchas confesiones bautistas, incluyendo la famosa declaración de la Fe y el Mensaje Bautista de 1925 de la Convención Bautista del Sur.